# Acanthosis nigricans
 (septembre 2012).
 Mise en garde médicale
L'acanthosis nigricans est une maladie rare de la peau, faite de taches hyperpigmentées sur une peau épaissie. L'origine étymologique de ce nom est à la fois grecque et latine : du grec akantha qui signifie « écaille, épine », et du latin : nigricare qui signifie « noircir, devenir noir ».

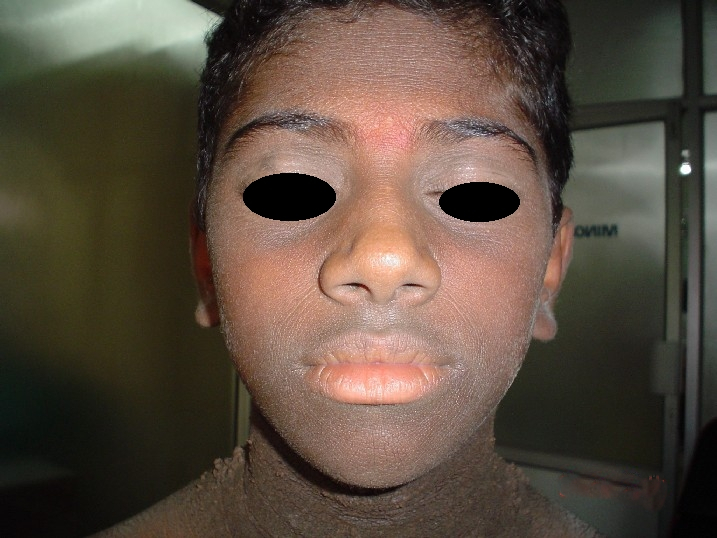
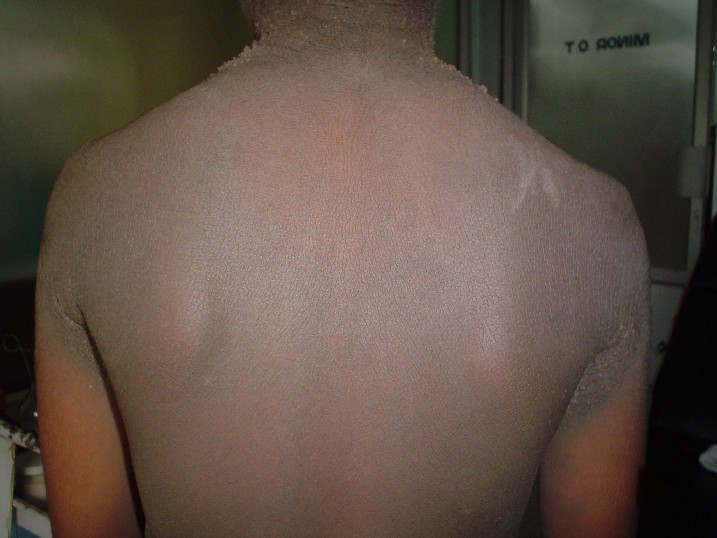
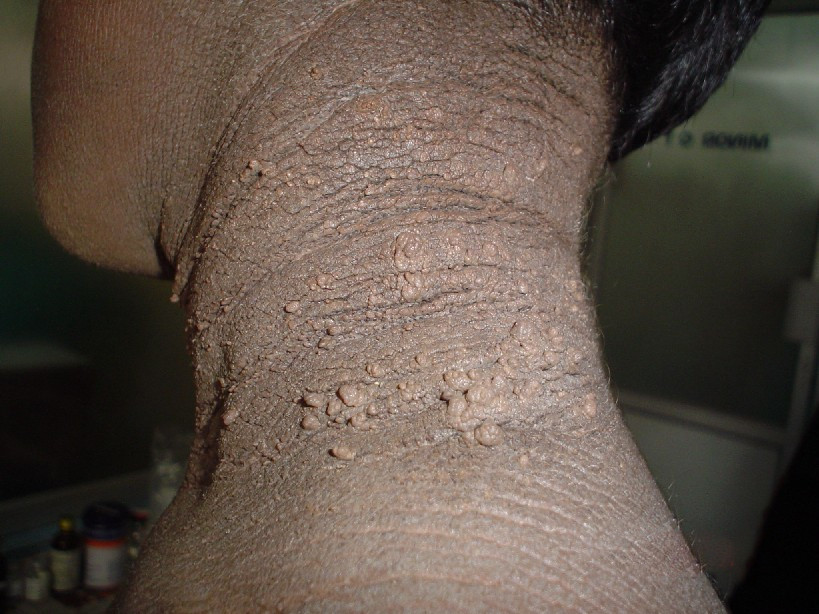
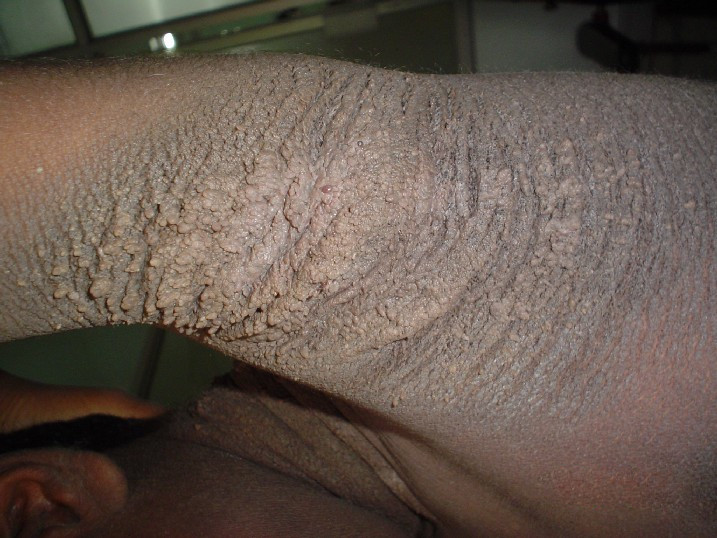
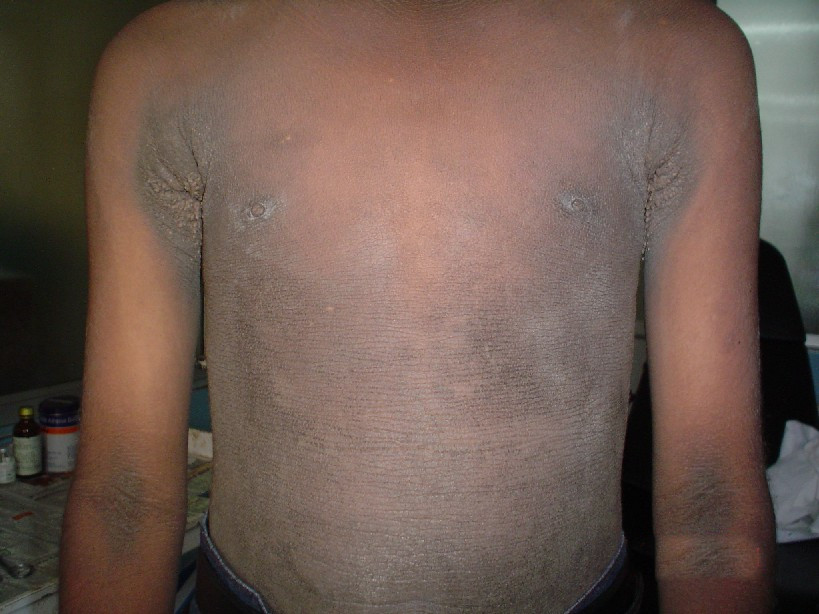

Ces taches se trouvent la plupart du temps dans les plis, pouvant faire croire à tort à un problème d'hygiène. D'autres localisations sont possibles. L'espérance de vie du patient est écourtée de quelques années selon le type. 
Cette pathologie peut être provoquée par un cancer (estomac…), être héréditaire, provoquée par une obésité, un diabète, un problème hormonal, un médicament ou certaines maladies rares et aussi peut avertir d'un cancer du pancréas. 
Le diagnostic et le traitement de la cause sont indispensables. La prise en charge de l'acanthosis nigricans est symptomatique : lutte contre l'hyperkératose et l'hyperpigmentation.

## Épidémiologie
L'acanthosis nigricans est une maladie rare.

## Physiopathologie
Les mécanismes physiopathologiques sont mal connus.
Les coupes histologiques permettent le diagnostic de certitude et sont surtout utiles dans les formes débutantes ou les cas atypiques ou douteux. Elles mettent en évidence une papillomatose avec acanthose et surcharge pigmentaire.

### Causes
Il existe des facteurs favorisants : l'hérédité, un cancer, l'obésité, le diabète, un hypercorticisme, certains médicaments (hormones).

## Clinique
Les taches cutanées sont constituées d'une hyperkératose orthokératosique hyperpigmentée, réalisant un ensemble de placards initialement gris sale, puis foncés (brun, noir), donnant un aspect bronzé ou sale, avec des reliefs cutanés épaissis et rugueux, de disposition symétrique, non prurigineux.
Elles siègent de façon élective dans les grands plis (aisselles, aine, nuque, dans les régions latéro-cervicales, au niveau de l'œil, des paupières, des conjonctives, des commissures des lèvres, au niveau des seins (au niveau des aréoles ou des plis sous-mammaires), au niveau de la vulve, du périnée, et des extrémités (dos des doigts). À noter qu'il existerait des formes diffuses (tout le visage…).
Le préjudice causé par l'acanthosis nigricans est surtout esthétique. Le vécu de cette maladie dépend donc beaucoup de la psychologie du patient.

## Diagnostic différentiel
Ce sont les autres hyperkératoses telles le psoriasis qui, lui, donne une hyperkératose parakératosique.

## Formes cliniques

### Formes bénignes
- Pollitzer et Janowsky (1890).
- Héréditaire.
- Maladie nævique apparaissant souvent dès le plus jeune âge (enfance, adolescence).
- Acanthosis nigricans juvénile bénin.

### Formes paranéoplasique: Acanthosis nigricans malin
- Darier (1893).
- Variété apparaissant dans la deuxième moitié de la vie: 35 à 50 ans.
- Il faut rechercher un cancer viscéral sous-jacent : gastrique (60 à 70 % des cas…), du tube digestif, du foie, un mélanome, un lymphome, etc.

### Formes endocrinienne: Pseudo-acanthosis nigricans
- Curth (1951).
- Acanthosis nigricans apparaissant chez des patients obèses, atteints d'hypercorticisme, dans la maladie d'Addison… C'est un signe d'insulino-résistance.

### Acanthosis nigricans médicamenteux
- Hormones : le diénestrol, le diéthylstilbestrol (distilbène), l'éthinylestradiol, le mestranol,
- Très rarement: acide nicotinique.

### Oculaire
- Conjonctivite exsudative puis papillaire, avec risque d'obstruction du canal lacrymal

### Acanthosis nigricans associé à des syndromes
- Le syndrome de Bloch-Miescher encore appelé syndrome de Miescher,
- syndrome de Berardinelli-Seip.
- Le syndrome de Bloom,
- Le syndrome de Prader-Willi,
- Le syndrome de Crouzon,
- L'achondroplasie.
- Le syndrome de Gougerot Carteaud : « est-ce vraiment une forme d'acanthosis nigricans ou un diagnostic différentiel ? »
- Le syndrome de Stein-Leventhal[1]

## Histologie
La biopsie n'est réalisée qu'en cas de doute sur le diagnostic.  Les modifications observées sont parfois peu marquées, peu spécifiques. On observe en général une papillomatose sous la forme de papilles fines, délicates et allongées, une hyperkératose restant orthokératosique. L'acanthose est variable, avec au contraire parfois une relative atrophie épidermique. 
La présence occasionnelle de kystes remplis de kératine, entre les papilles peut mimer une kératose séborrhéique. Malgré la couleur brune évidente des lésions en clinique, l’augmentation de la mélanine est généralement minime. Un infiltrat inflammatoire chronique périvasculaire non spécifique peut parfois être observé dans le derme superficiel. 
En histologie, le diagnostic différentiel n'est pas le même qu'en clinique. On peut notamment citer la kératose séborrhéique, le naevus/hamartome épidermique.

## Traitement
Le plus important reste le traitement de la maladie causale ou de la pathologie associée. Lorsqu'il est possible, le traitement de la cause entraîne une diminution ou disparition relative de l'acanthosis nigricans.
Le vécu du sujet vis-à-vis de cette maladie conditionne le traitement, qui est symptomatique, et dont le principe est la lutte contre l'hyperkératose et l'hyperpigmentation par application de topiques locaux ou traitement per os.